# Mali Kyun
Mali Kyun o bien Isla de Malí (también antes llamada Isla de Tavoy) es una isla en el archipiélago de Mergui, al sur de Birmania (Myanmar). Su superficie es de 99 km². Administrativamente hace parte de la Región de Tanintharyi, cerca de la península de Malaca y frente al Mar de Andamán, específicamente en las coordenadas geográficas 13°06′N 98°16′E / 13.100, 98.267. Es la más septentrional de las islas que forman el grupo de las Mergui. Limita por el sur con las islas de Malí Nge, la de Thamihla kyun y Kadan Kyun, mientras que al suroeste se encuentra la isla de Kabosa.